# Carlos Enrique Curiel Herrera
Carlos Enrique Curiel Herrera Sch. P. (ur. 4 lipca 1960 w Carora) – wenezuelski duchowny katolicki, biskup pomocniczy Cochabamby w latach 2019–2021, biskup diecezjalny Carory od 2021.

## Życiorys
Święcenia kapłańskie przyjął 27 grudnia 1997 w zakonie pijarów. Przez dziesięć lat pracował w rodzinnym kraju głównie jako przełożony placówek zakonnych. W latach 2004–2011 był asystentem wiceprowincjała. W 2008 wyjechał do Boliwii i objął funkcję proboszcza parafii św. Jakuba w Anzaldo. Pełnił jednocześnie funkcje m.in. konsultora miejscowego wikariatu zakonnego oraz asystenta wiceprowincji brazylijsko-boliwijskiej. W 2017 został wikariuszem generalnym archidiecezji Cochabamba.
27 grudnia 2018 papież Franciszek mianował go biskupem pomocniczym archidiecezji Cochabamba w Boliwii oraz biskupem tytularnym Carinola. Sakry udzielił mu 19 marca 2019 arcybiskup Oscar Omar Aparicio Céspedes.
30 marca 2021 papież Franciszek przeniósł go na urząd biskupa diecezjalnego Carory.